# پلنتی، ویکتوریا
پلنتی (به انگلیسی: Plenty) یک منطقهٔ مسکونی در استرالیا است که در ویکتوریا (استرالیا) واقع شده‌است.